# Blue Streak (Cedar Point)
Blue Streak is een houten achtbaan in het attractiepark Cedar Point in Sandusky Ohio. De achtbaan werd gebouwd door Philadelphia Toboggan Coasters. Blue Streak werd voor het publiek geopend op 23 mei 1964, en is de oudste achtbaan van het park die nu nog actief is. In 2013 behaalde zij haar hoogste ranking van 27 tot 's werelds top houten achtbanen in de jaarlijkse Golden Ticket Awards publicatie door Amusement Today.